# Патриотизм

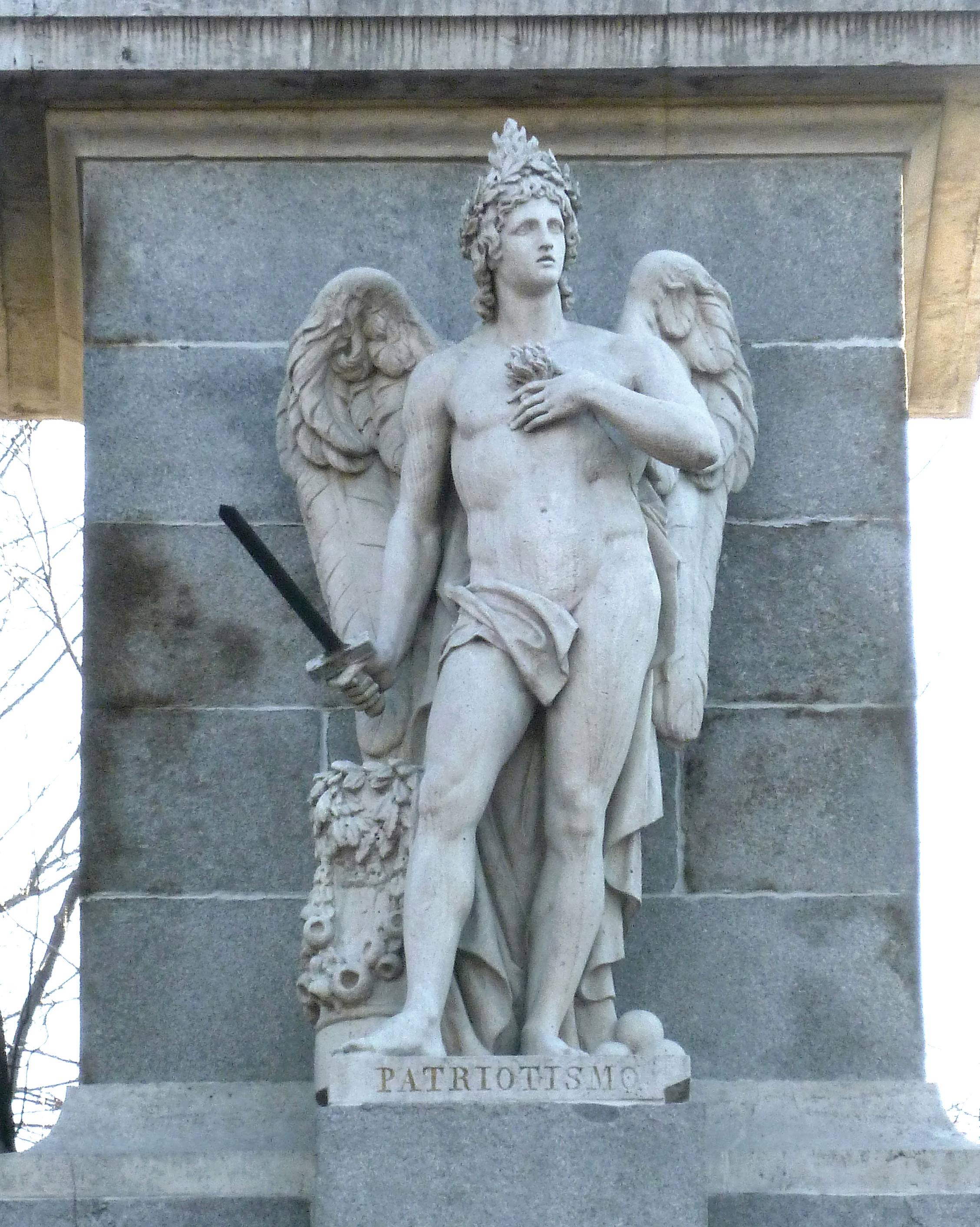
Аллегория патриотизма, часть Монумента павшим за Испанию, Мадрид, 1840

Патриоти́зм (греч. πατριώτης — «соотечественник», πατρίς — «родина», «отечество») — политический принцип и социальное чувство, осознанная любовь, привязанность к родине, преданность ей и готовность к жертвам ради неё, осознанная любовь к своему народу, его традициям.
Патриотизм предполагает чувство гордости за достижения и культуру своей родины, поддерживает желание сохранять культурные особенности и идентификацию себя (особое эмоциональное переживание своей принадлежности к стране и своему гражданству, языку, традициям) с другими представителями своего народа, стремление защитить интересы родины и своего народа.

## История происхождения понятия
Исторический источник патриотизма — веками и тысячелетиями закреплённое существование обособленных государств, формирующее привязанность к родной земле, языку, традициям.
Приписывая другим лицам патриотические чувства, а некоторым событиям патриотическую окраску, оценивающее лицо тем самым чаще всего даёт положительную характеристику.

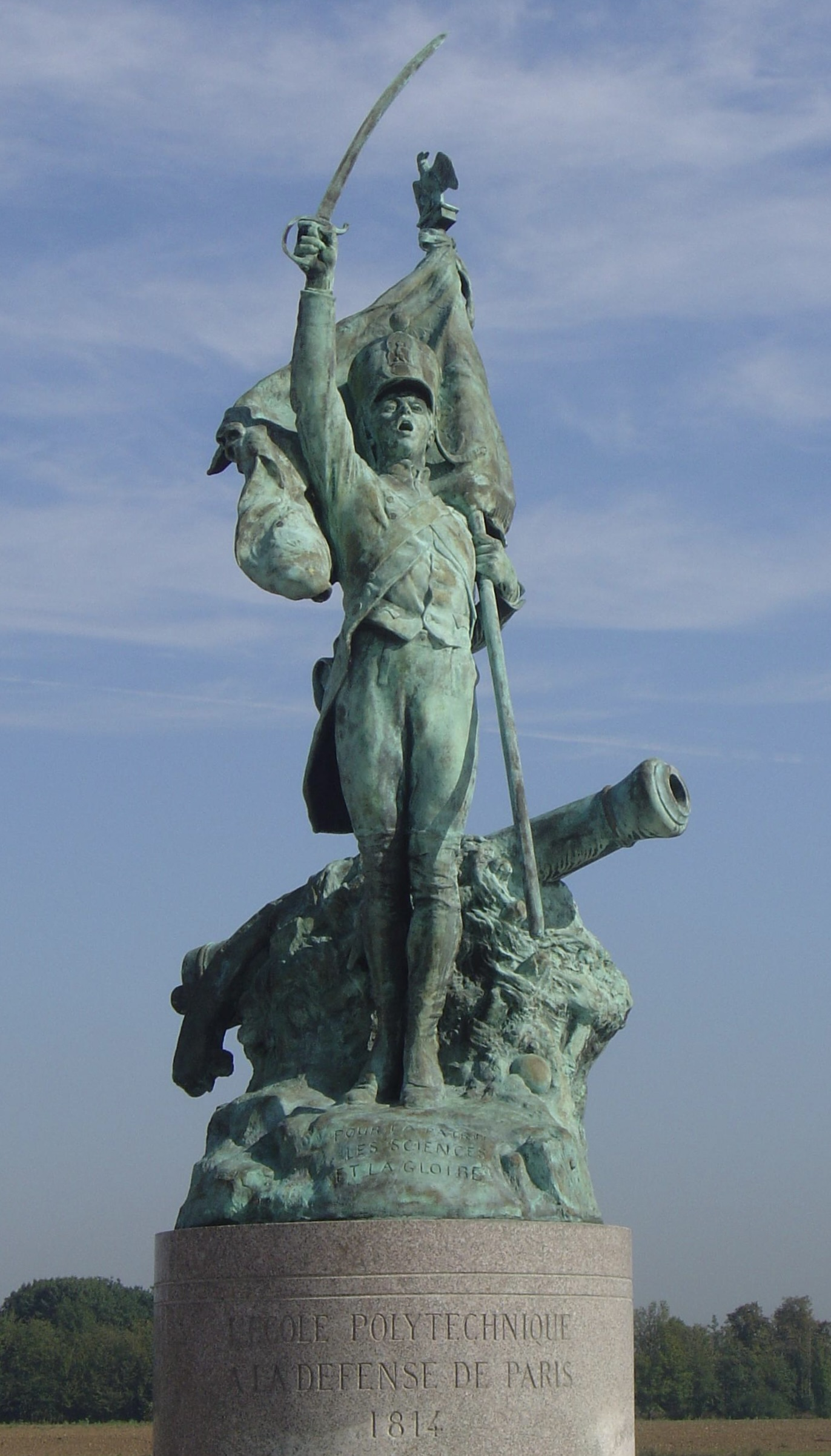
Памятник студентам Политехнической школы в Париже, погибшим при защите родины от вторжения войск антифранцузской коалиции в 1814 году

Представления о патриотизме связываются с любовью к родине, но представление о сущности патриотизма у разных людей разное. По этой причине одни люди считают себя патриотами, а другие себя таковыми не считают.
Слово происходит от греческого πατριός — «отеческий» через посредство французского patriote — «соотечественник».
В течение XVIΙ века слово «патриот» прочно входит в политический язык Западной Европы. В этот период служение стране понимается прежде всего как служение монарху. Это связано с тем, что монархия понималась как единственно возможная форма существования государства. Как писал английский поэт Джон Драйден,
Монарху и Стране обязан патриот,
И Власть, и Вольность он достойно бережет.
(«Почтенному родственнику», 1700)
Термин патриотизм вводится в оборот деятелями Просвещения, в первую очередь французского, в XVIII веке. У них он теряет связь с монархическим устройством государства и сближается с понятием гражданина. Любовь к Родине, по их мнению, существует отдельно от государства и достигает высшей степени при народовластии (что связано с признанием народа источником власти). Французские просветители придавали патриотическому воспитанию огромное значение:
Дитя, раскрывая глаза должно видеть отечество и до смерти не должно ничего видеть, кроме отечества.
(Ж-Ж. Руссо, «Очерк национального воспитания, или План образования для молодежи»)
Впоследствии аналогичные идеи получили распространение в британских колониях в Северной Америке, породив в сочетании с протестантской религиозной культурой особый тип американского патриотизма.
В России попытка ввести государственный патриотизм была сделана в ΧΙΧ веке С. С. Уваровым (в виде третьего компонента триады: «православие, самодержавие, народность»). Продолжая увязываться с монархией, это понимание патриотизма вызывало негативную реакцию у части интеллигенции (Л. Н. Толстой).
Высшую степень неприятия по отношению к существовавшим в ΧΙΧ в. идеям патриотизма проявили марксисты. Согласно «Манифесту Коммунистической партии» К. Маркса и Ф. Энгельса, рабочие не имеют отечества и еще только должны в будущем «завоевать политическое господство, подняться до положения национального класса». Эта позиция была во многом воспринята В. И. Лениным, посвятившим ряд работ соотношению национального и классового патриотизма. После его смерти в СССР утверждается идея «советского патриотизма» — верности Советской Родине, первому в мире социалистическому государству.
Таким образом, в истории патриотизмом, как особым чувством, называли различные явления в общественных отношениях. Нередко подменяя понимание любви к родине, например, любовью к государству и т. д. Так появились термины:
- государственный (этатический) патриотизм — любовь к государству.
- имперский патриотизм — лояльность (любовь) к империи и её правительству.
- квасной патриотизм (ура-патриотизм) — гипертрофированное чувство любви к государству и своему народу.
- полисный (городской) патриотизм — любовь к полису (городу), то есть образу жизни, традициям, особенностям, культам. Существовал в античных городах-государствах (полисах) и был основан на местных религиозных культах.
- ультрапатриотизм — любовь к отечеству в крайних, безрассудных формах[12].
- этнический патриотизм — любовь к своему этносу.
- городской патриотизм — любовь к своему городу[13].

## Генезис идей патриотизма

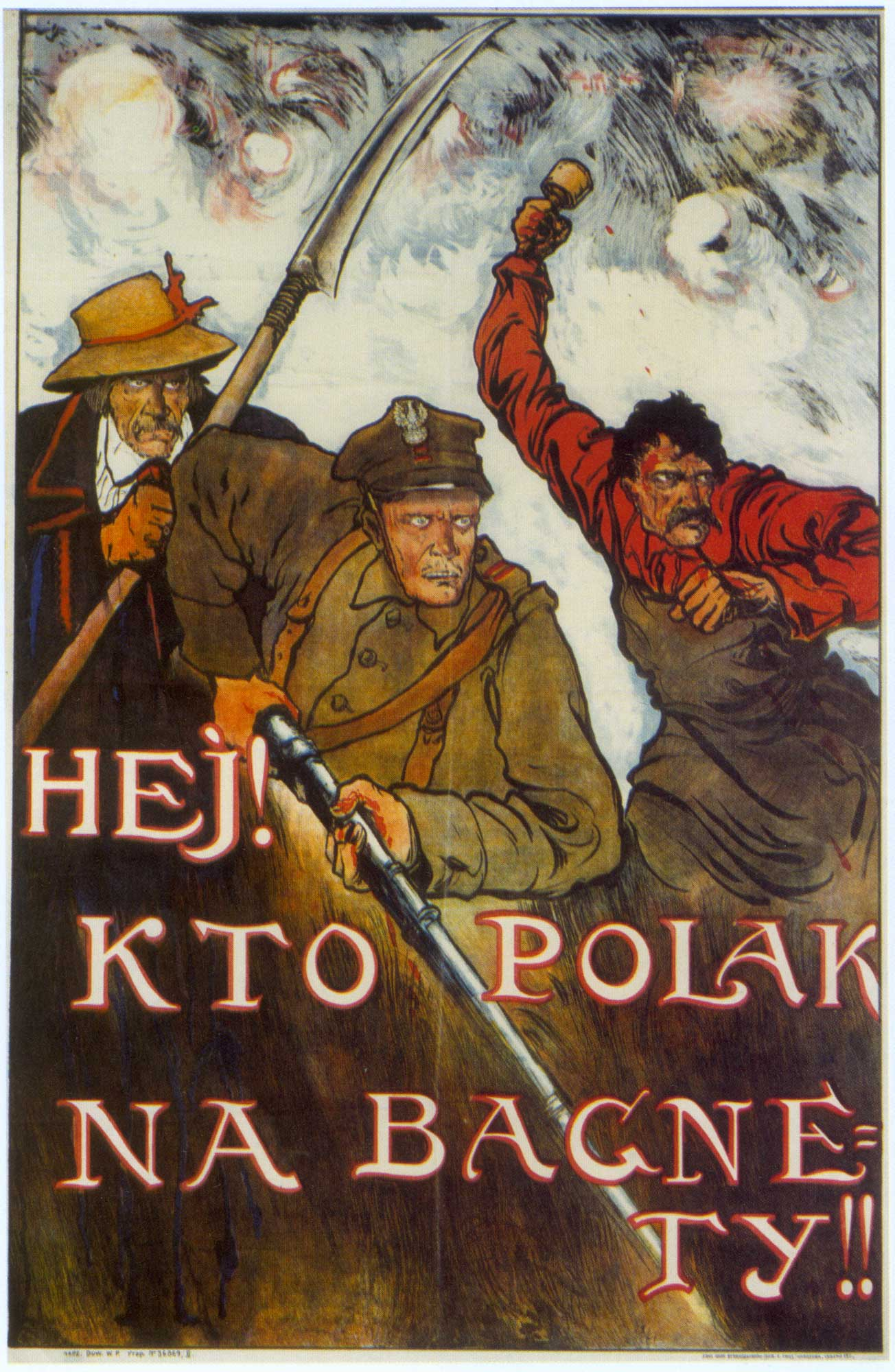
«Эй, кто поляк, в штыки!» Польский патриотический плакат, призывающий к обороне родины от советского вторжения (1920), с цитатой из «Варшавянки 1831 года»

Патриотизм отвергается универсалистской этикой, полагающей, что человек в одинаковой мере связан нравственными узами со всем человечеством без изъятия. Эта критика началась ещё философами Древней Греции (киники, стоики — в частности, киник Диоген первым описал себя как космополитa, то есть «гражданина мира»)
В Римской империи патриотизм существовал в виде местного «полисного» патриотизма и имперского патриотизма. Полисный патриотизм поддерживался различными местными религиозными культами. Римские императоры в целях сплочения населения империи под руководством Рима предпринимали попытки формирования общеимперских культов, некоторые из них были основаны на обожествлении императора. Возникло представление о римской державе как едином культурно-историческом пространстве, о Риме как общей родине всех цивилизованных жителей империи. Плиний Старший называл Италию «кормилицей и родительницей всех земель, избранной божественным провидением, чтобы ещё больше прославить само небо, чтобы объединить разрозненные державы и смягчить обычаи, соединить воедино неблагозвучные и грубые языки столь многих народов с помощью уз единой речи, чтобы дать человечеству цивилизованность и стать единым отечеством для всех народов на земле». Суть «универсалистского» римского патриотизма, сформировавшегося в эпоху империи, хорошо отражена в известных словах императора-философа Марка Аврелия: «Город и отечество мне, Антонину, — Рим, а мне, человеку, — мир».
Христианство своей проповедью подрывало основы местных религиозных культов и тем самым ослабляли позиции полисного патриотизма.
Идеи синтеза патриотизма и космополитизма
Патриотизму нередко противопоставляют космополитизм, как идеологию всемирного гражданства и «родины-мира», при которой «привязанность к своему народу и Отечеству как будто теряет всякий интерес с точки зрения универсальных идей». В частности, подобное противопоставление в СССР во времена Сталина привело к борьбе с «безродными космополитами».
С другой стороны, наблюдаются идеи синтеза космополитизма и патриотизма, при которых интересы родины и мира, своего народа и человечества понимаются соподчинёнными, как интересы части и целого, с безусловным приоритетом общечеловеческих интересов. Так, английский писатель и христианский мыслитель Клайв Стейплз Льюис писал:
«патриотизм — хорошее качество, гораздо лучшее, чем эгоизм, присущий индивидуалисту, но всеобщая братская любовь — выше патриотизма, и если они вступают в конфликт между собой, то предпочтение следует отдать братской любви».
Такой подход современный немецкий философ М. Ридель находит уже у Иммануила Канта. Вопреки неокантианцам, которые заостряют внимание на универсалистском содержании этики Канта и его идее создания всемирной республики и универсального правового и политического порядка, М. Ридель считает, что у Канта патриотизм и космополитизм не противопоставлены друг другу, а взаимосогласованы, и Кант видит как в патриотизме, так и в космополитизме проявления любви. По М. Риделю, Кант в противовес универсалистскому космополитизму Просвещения подчёркивает, что человек в соответствии с идеей мирового гражданства причастен и к отечеству, и к миру, полагая, что человек как гражданин мира и земли, истинный «космополит», чтобы «способствовать благу всего мира, должен иметь склонность в привязанности к своей стране».
В дореволюционной России эту идею отстаивал Владимир Соловьёв, полемизируя с неославянофильской теорией самодостаточных «культурно-исторических типов». В статье о космополитизме в ЭСБЕ Соловьёв утверждал: «как любовь к отечеству не противоречит непременно привязанности к более тесным социальным группам, напр., к своей семье, так и преданность всечеловеческим интересам не исключает патриотизма. Вопрос лишь в окончательном или высшем мериле для оценки того или другого нравственного интереса; и, без сомнения, решительное преимущество должно здесь принадлежать благу целого человечества, как включающему в себя и истинное благо каждой части». С другой стороны, перспективы патриотизма виделись Соловьёву следующим образом:
Идолопоклонство относительно своего народа, будучи связано с фактическою враждою к чужим, тем самым обречено на неизбежную гибель.(…) Повсюду сознание и жизнь приготовляются к усвоению новой, истинной идеи патриотизма, выводимой из сущности христианского начала: «в силу естественной любви и нравственных обязанностей к своему отечеству полагать его интерес и достоинство главным образом в тех высших благах, которые не разделяют, а соединяют людей и народы».
А. А. Терентьев, доктор философских наук, профессор НГПУ в работе «Ислам и проблемы национализма и патриотизма» указывает: 

 Патриотическое поведение предполагает истовое, сознательное служение общим интересам народа, слияние с родным народом духом и телом, выдвижение общенациональных соборных интересов на первый план и решение вместе с ними и своих частных, не противопоставляя их друг другу. Патриотизм формируется, складывается, вырабатывается в то же время, как традиция и правило общественной жизни при решении общих проблем этноса, при служении людей более значимому, чем частный, общему интересу — Ислам и проблемы национализма и патриотизма, 2011 г.

## «Слепой» и «гражданский» патриотизм

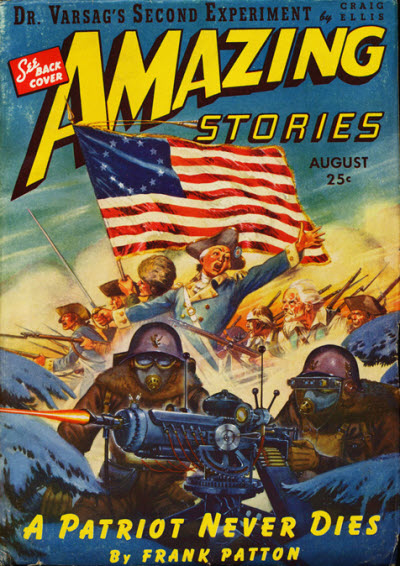
Обложка журнала Amazing Stories, август 1943 года

Исследователи разделяют патриотизм на «слепой» и «гражданский».
Роберт Шатц, Эрвин Стауб и Говард Лавин определяют «слепой» патриотизм как привязанность к стране с беспрекословной положительной оценкой своей родины и нетерпимостью к критике своего государства. В противоположность этому, «гражданский» или «конструктивный» патриотизм — это любовь к своей стране, связанная с анализом и критикой существующего в ней положения и стремлением изменить его к лучшему. Их исследование, проведённое среди американских студентов, выявило, что студенты со «слепым» типом патриотизма характеризовались слабой политической активностью, высоким уровнем национализма, повышенной чувствительностью к внешним угрозам и почитанием государственных символов. «Слепой» патриотизм был связан с некритической поддержкой всех действий страны, а также предпочтением проамериканских источников информации.
Изучая роль патриотизма на американских выборах 1988 года, Джон Салливан, Эми Фрайд и Мэри Дитц (Patriotism, politics, and the presidential election of 1988, 1992) обнаружили, что граждане, склонные к символическому, эмоциональному или инстинктивному патриотизму, были более восприимчивы к призывам Джорджа Буша объединиться вокруг национальных чувств и символов (американского флага, гимна). Напротив, «гражданский» патриотизм коррелировал в исследовании Шатца, Стауба и Лавина с разнообразными показателями политической активности, знакомством с разными источниками информации и точками зрения и уверенностью в способности повлиять на жизнь своей страны в лучшую сторону.

## Проактивный и реактивный патриотизм
В рядах российских исследователей существует трактовка явления патриотизма в двух взаимосвязанных видах «проактивного» и «реактивного».

Андрей Вячеславович Кошкин (Горизонт диалектики, 2020) выступил с критикой оценок «правильности» тех или иных проявлений патриотизма и тех его трактовок, которые основаны на условном разделении на «позитивные» и «негативные». В противовес таким концепциям выдвигается диалектическое понимание патриотизма и двух его выражений: 
Патриотизм может со всей присущей ему в таких случаях консервативностью охранять сложившийся порядок вещей или в критических ситуациях призывать общество к единству во имя его сохранения. Он крайне удобен правящему классу, так как позволяет легитимировать выгодный им охранительский курс, который не угрожает их привилегированному положению. Именно такой патриотизм будет говорить о единстве интересов общества, о государстве, как о выразителе этих интересов, и о Родине, которую нельзя потерять. И именно такой патриотизм будет являться реактивным, склонным к противостоящей переменам реакции 
Проактивный патриотизм, наоборот, совершенно четко основывается на детерминации «наши»/«не наши» и борется с объединением интересов всех со всеми. Его установка связана с невозможностью жизни по-старому и необходимости перемен для скорейшей трансформации социальной реальности, в которой находится Родина, в принципиально новую форму. Основание — несправедливость выстроенных отношений «наших» и «не наших» в имеющейся конструкции. Нужно заметить, что критерии «наших» могут быть различны: от классовых до национальных
Отмечается, что патриотизм, сам по себе, не может являться самоценностью. Он может находить крайне широкий отклик в массовом сознании, может быть необходимым условием для этической оценки той или иной мировоззренческой парадигмы и вполне может стать определенного рода платформой для краткосрочного объединения разных политических сил, но сам патриотизм, по мнению А. В. Кошкина, не может и не должен являться идеологией или ценностью сам по себе.

## Патриотизм и религиозные учения
Раннее христианство
Последовательный универсализм и космополитизм раннего христианства, его проповедь о небесной отчизне в противоположность земным отечествам и представления о христианской общности как особом «народе Божьем» подрывала самые основы полисного патриотизма. Христианство отрицало всякие различия не только между народами империи, но и между римлянами и «варварами». Апостол Павел наставлял: «Если вы воскресли со Христом, то ищите горнего (…) облекшись в нового <человека>, где нет ни эллина, ни иудея, ни обрезания, ни необрезания, варвара, скифа, раба, свободного, но все и во всем Христос» (Колоссянам, 3, 11). Однако, лояльное по отношению к патриотизму толкование данного отрывка предложил известный православный миссионер протодиакон Андрей Кураев: в параллельном, более раннем, месте Писания, тот же апостол Павел говорит: «Ибо все вы сыны Божии по вере во Христа Иисуса;
все вы, во Христа крестившиеся, во Христа облеклись. Нет уже Иудея, ни язычника; нет раба, ни свободного; нет мужеского пола, ни женского: ибо все вы одно во Христе Иисусе» (Гал. 3:27, 28). Таким образом, то, что во Христе исчезают различия между людьми, национальные и половые, не означает, что они исчезают между людьми в земной жизни, иначе бы тот же апостол Павел не подчеркивал половые различия в целом ряде посланий.
Христианский апологет Марк Минуций Феликс в своем трактате «Октавий» пишет от имени христиан: «Мы различаем племена и народы, но для Бога весь этот мир есть один дом». Святой Амвросий Медиоланский включает патриотизм в иерархию ценностей христианина: «Справедливость же требует, чтобы мы прежде всего любили (pietas) Бога, затем отечество, далее родных (parentes) и, наконец, всех (остальных) людей». Святой Григорий Богослов говорит: «Почитать матерь — дело святое. Но у всякого своя матерь, а общая для всех матерь — Родина».
Современные христианские авторы о патриотизме
По мнению патриарха Алексия II: 

Патриотизм, несомненно, актуален. Это чувство, которое делает народ и каждого человека ответственным за жизнь страны. Без патриотизма нет такой ответственности. Если я не думаю о своём народе, то у меня нет дома, нет корней. Потому что дом — это не только комфорт, это ещё и ответственность за порядок в нём, это ответственность за детей, которые живут в этом доме. Человек без патриотизма, по сути, не имеет своей страны. А «человек мира» это то же самое, что бездомный человек.

И здесь ещё одно очень важно. Чувство патриотизма ни в коем случае нельзя смешивать с чувством враждебности к другим народам. Патриотизм в этом смысле созвучен Православию. Одна из самых главных заповедей христианства: не делай другому то, что ты не хочешь, чтобы делали тебе. Или как это звучит в православном вероучении словами Серафима Саровского: спасись сам, стяжи мирен дух, и тысячи вокруг тебя спасутся. То же самое патриотизм. Не разрушай у других, а созидай у себя. Тогда и другие будут относиться к тебе с уважением. Я думаю, что сегодня у нас это основная задача патриотов: созидание собственной страны.— Алексий II. Интервью газете «Труд»
В «Основах социальной концепции Русской Православной Церкви» сказано об этническом и гражданском измерении христианского патриотизма: «Христианский патриотизм одновременно проявляется по отношению к нации как этнической общности и как общности граждан государства. Православный христианин призван любить своё отечество, имеющее территориальное измерение, и своих братьев по крови, живущих по всему миру. Такая любовь является одним из способов исполнения заповеди Божией о любви к ближнему, что включает любовь к своей семье, соплеменникам и согражданам».
Православный священник Даниил Сысоев был противником концепции, согласно которой патриотизм должен быть свойственен христианам. Он ввёл свой собственный термин «уранополитизм» («уранополит» буквально означает «гражданин неба» в переводе с греческого), которым обозначал стремление к небесному отечеству в противовес привязанности к отечеству земному.

## В странах мира

### Великобритания
Английский писатель Клай Стейплз Льюис писал в 1960 году об «амбивалентности патриотизма» и выделял 4 его разновидности:
1. Любовь к дому; к старым друзьям, к знакомым лицам, к знакомым видам, запахам и звукам.
2. Особое отношение к прошлому своей страны.
3. Грубая вера в то, что своя страна или свой народ действительно лучше всех.
4. Своя нация настолько лучше всех, что просто обязана править всеми.

### Зимбабве
В мае 2021 года в Зимбабве был принят закон, запрещающий критику правительства за границей. Такое поведение закон объявляет «непатриотичным» и предусматривает уголовное наказание.
Оппозиция резко выступила против нового закона, называя его «новым средством подавления». Оппозиционный политик Лавмор Мадуку (Lovemore Madhuku) заявил, что «никакое государство не может определять, что патриотично, а что нет».

### Россия
На Западе понятия национализм и патриотизм часто рассматриваются как синонимы, тогда как в России эти термины обычно противопоставляются и наделяются аксиологическими характеристиками: патриотизм воспринимается как положительное явление, национализм — как негативная идеология, которая противопоставляет народы и государства.

#### Российская империя

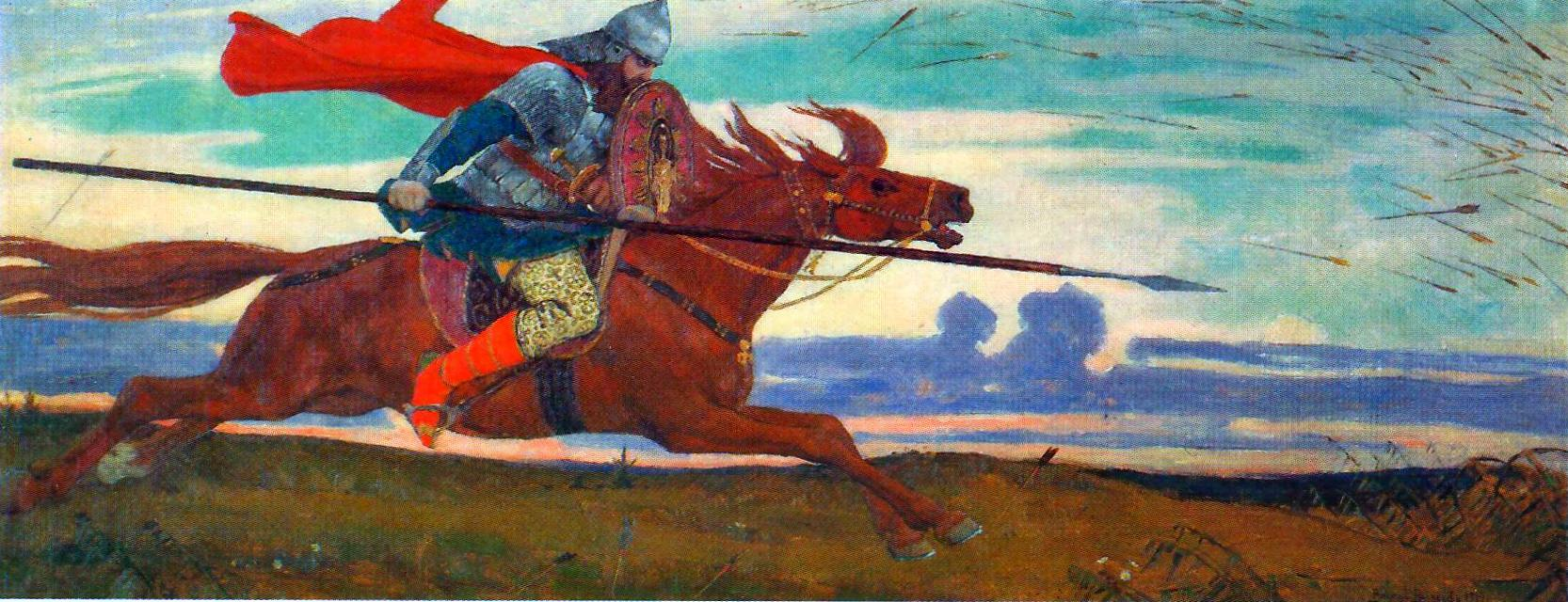
«Один в поле воин», В. М. Васнецов, 1914; образ, связанный с русским патриотизмом

С возникновением Российской империи основой государственной идеологии стало понятие патриотизм, который фактически стал синонимом национализма и понимался как высшая нравственная добродетель, например, в мировоззрении таких деятелей как Екатерина II, Николай Карамзин и др. После Отечественной войны 1812 года идеи патриотизма стали важным компонентом как идеологии западников (Тимофей Грановский, Виссарион Белинский и др.) и славянофилов (Алексей Хомяков, Иван Киреевский и Пётр Киреевский и др.), так и теории официальной народности Сергея Уварова.

#### Советский период

Статуя Родина-мать зовет! (Мамаев курган, Волгоград)

После 1917 года и до середины 1930-х годов в СССР понятие «патриотизм» носило резко негативный характер. Понятие «патриот» было родственным таким понятиям, как «буржуй», или «недобитая контра». Такого отношения к патриотизму и к патриотам придерживались в то время не только отдельные высокопоставленные партийные лидеры, эти взгляды исповедовались и в массовом порядке. Гонения на патриотические воззрения нашли самое широкое выражение в литературе, искусстве, науке, особенно исторической и образовании. Одним из ярких представителей этого течения был историк М. Н. Покровский. Необходимость уничтожения патриотических взглядов в обществе объяснялась тем, что именно патриотизм являлся серьёзной идейной преградой на пути к созданию мирового пролетарского государства. Пропагандировалась идея, что истинным патриотизмом является классовый (пролетарский) или интернациональный патриотизм, подразумевающий единство пролетариев всего мира вне зависимости от их национальной или государственной принадлежности. А патриотизм традиционный, национальный, называемый обычно национал-патриотизмом, объявлялся вредным или даже враждебным делу мировой революции.
Но с середины 1930-х годов Сталин стал пропагандировать национальный патриотизм, наряду с пролетариатом как прогрессивная историческая сила превозносился русский народ. Эта тенденция усилилась во время Великой Отечественной войны и достигла апогея в конце 1940-х — начале 1950-х годов, в период «борьбы с космополитизмом».
ВЛКСМ главой 1 ст. 2 устава, утверждённого XIV съездом в 1962 году, закреплял за «комсомольцами» обязанность быть самоотверженным патриотом Советской Родины, готовым отдать для неё все свои силы, а если понадобится — жизнь. В 1989 году в Уставе XX съезда ВЛКСМ самопожертвование было убрано, а сам устав был изменён. ЦК ВЛКСМ своим положением через свою пионерскую организацию массово распространял патриотизм среди школьников.
В конце 1960-х — начале 1980-х годов в ряде общественных наук, особенно в философских, значительное развитие получила точка зрения, согласно которой патриотизм исследовался как явление общественного сознания. Примерно с середины 1980-х годов стала преобладать тенденция осмысления патриотизма как одного из явлений духовной жизни общества. В некоторых исследованиях патриотизм изучался в контексте развития советской (российской) истории, как проявление специфических черт менталитета, психики различных общностей и т. д.

#### Постсоветский период

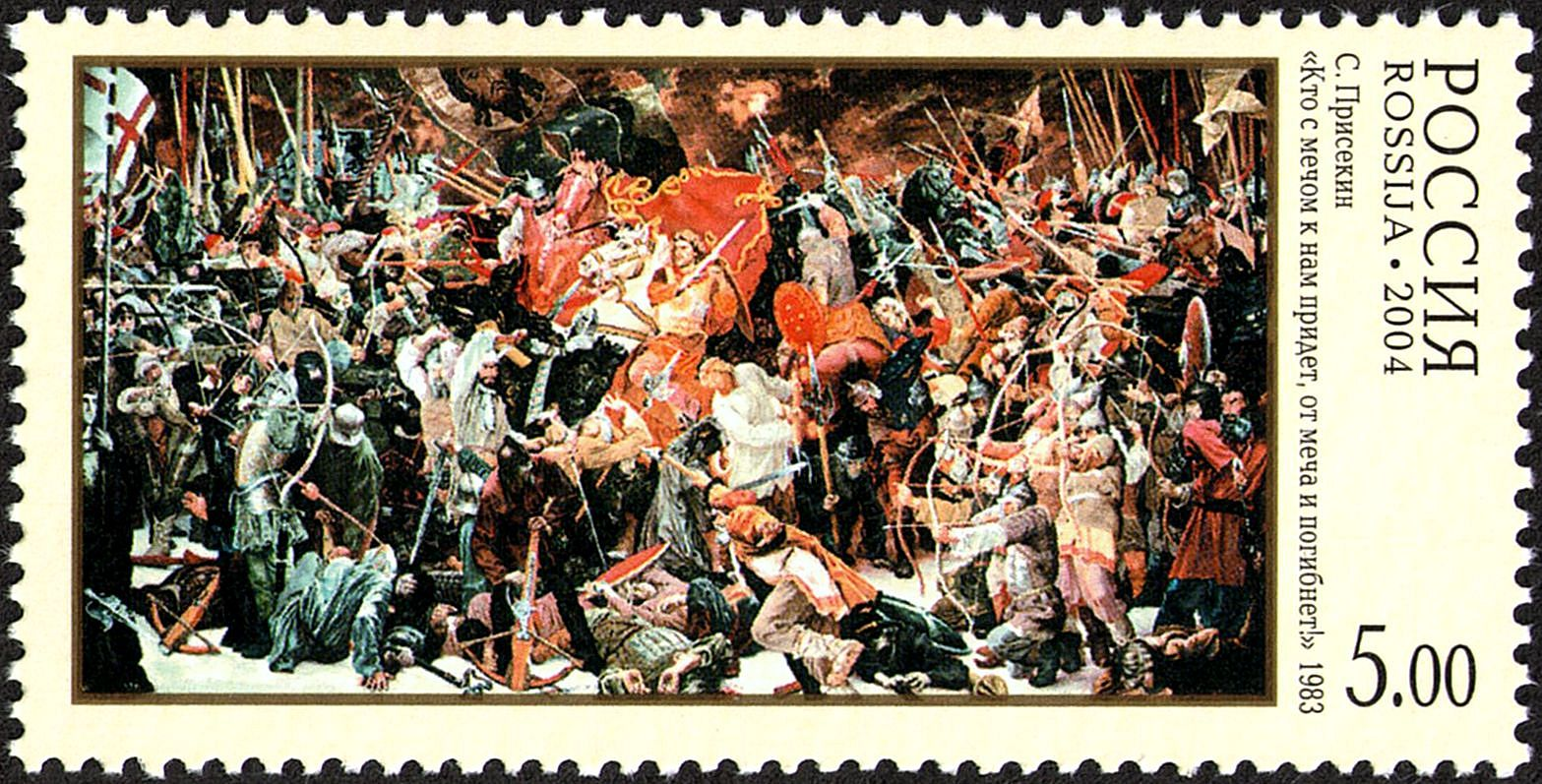
Сергей Присекин, «Кто к нам с мечом придёт, от меча и погибнет!», 1983. Марка серии «Славим Отечество!» (Россия, 2004, ЦФА [АО «Марка»] #952; Mi #1183

В 1990-е годы в России федеральные власти не занимались «патриотическим воспитанием» детей и молодёжи. Этим иногда занимались региональные власти.
С начала 2000-х годов федеральный центр стал постепенно уделять больше внимания вопросам «патриотического воспитания», возвращая себе пальму первенства в этом вопросе. В последние годы[когда?] в России наблюдается рост числа патриотически настроенных граждан. По данным опросов, всё больше россиян считают себя патриотами — 69 % по данным «Левада-центр» (2013), более 80 % по данным ВЦИОМ (2014). Примером подъёма патриотических настроений в обществе послужило проведение Олимпийских игр, годовщина Победы в Великой Отечественной войне.
По мнению британского политолога Марка Галеотти, патриотизм в понимании Путина есть следование официальному нарративу.
Система патриотического воспитания в России имеет общественно-государственный характер и реализуется во всех сферах образования и культуры. Проводником патриотических ценностей является и уполномоченное от имени государства в проведении патриотической работы Федеральное Агентство по делам молодежи, а с 2015 года и отделение общероссийской общественно-государственной организации «Российское движение школьников» — Юнармия.
Формирование патриотизма дошколят и школьников осуществляется через проведение систем патриотических конкурсов, общественно-политических, национальных и культурных, государственных праздников, через работу детских военно-патриотических общественных организаций.
Формирование патриотических чувств студенческой молодежи России осуществляется в рамках тематических конкурсов, а также через реализацию проведения профильных смен в рамках всероссийских образовательных форумов «Машук», «Селигер», «Таврида», «Территория смыслов» на Клязьме", «Ласточка», «АТР», «Бирюса», «Балтийский Артек», «I-Волга».
Свою деятельность, финансируемую из государственного бюджета, ведут (ФГБУ «Росвоенцентр» и ФГБУ «Роспатриотцентр»), ориентированные на патриотическою работу со всеми возрастными группами.
Общественными организациями России на протяжении нескольких лет реализуются общественные проекты: Гордость России, Бессмертный полк, Подвиг народа, Волонтёры70, Российское военно-историческое общество, «Поисковое движение России», Моя страна — моя Россия, Ассамблея народов России.

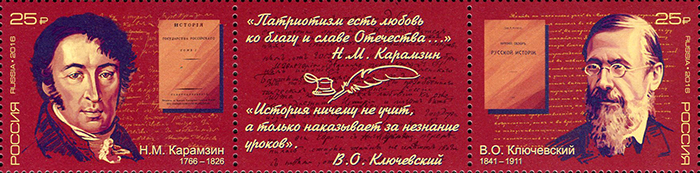
Почтовая марка России, 2016

В акции «Бессмертный полк» в 2015 году приняли участие 13 % молодых людей в возрасте от 18 до 24 лет.
Формальным показателем заинтересованности государства в патриотическом воспитании граждан является наличие нормативно-правовых документов, регулирующих и поддерживающих работу государственных и общественных организаций по формированию патриотизма:
Понятие «патриотизм» в России сегодня активно набирает популярность. Если в 2006 году себя патриотами считали 30 % россиян, в 2016 этот показатель составлял уже 57 %, то к июню 2017 года в России число считающих себя патриотами граждан увеличилось до 78 %.
При этом, несмотря на постоянно возраставшие усилия властей по интенсификации патриотического воспитания, представления российских граждан о патриотизме разнообразны, порой противоречивы и часто аполитичны.
Российские социологи Владимир Магун и Маргарита Фабрикант в работе «Гордость человека своей страной: индивидуальные и страновые детерминанты» показывают, что в России уровень «нормативной» гордости (которая близка по определению к «слепому» патриотизму) выше, чем уровень «рациональной» гордости (близка к «конструктивному» патриотизму). По их мнению, такой разрыв может отчасти объясняться политикой российских властей по усилению «слепой» гордости населения за свою страну, в том числе активизацией геополитической повестки дня. Рост «слепого» патриотизма отражается и в соцопросах. Так, исследования «Левада-центра» обнаруживают существенный рост числа россиян, которые готовы пожертвовать благополучием граждан ради того, чтоб страну «уважали и побаивались» (с 34 % в 2004 году до 47 % в 2015 году).

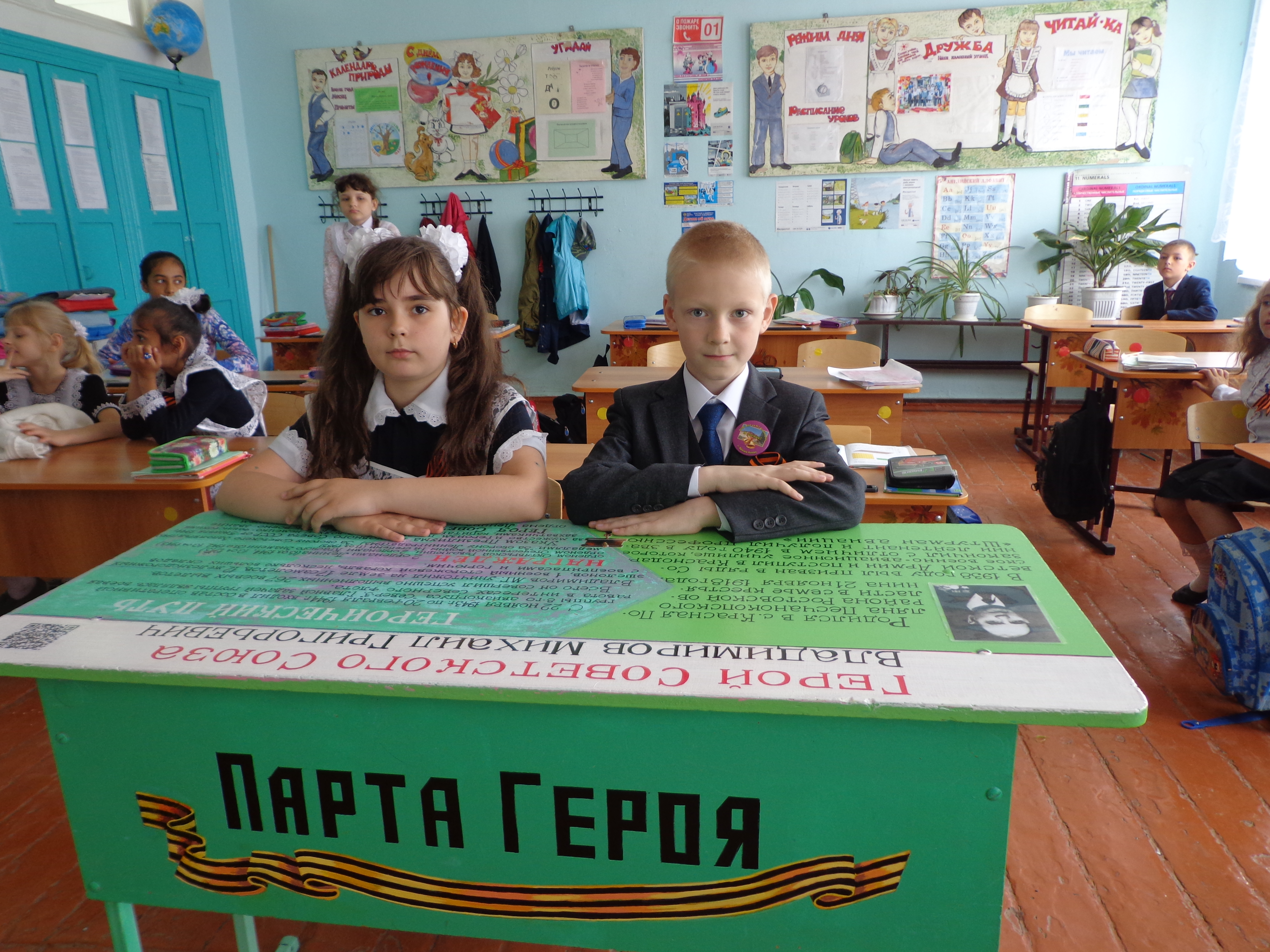
Парта Героя — посвященная Герою Советского Союза Михаилу Григорьевичу Владимирову в селе Красная Поляна

Одной из форм патриотического воспитания, согласно рекомендациям правительства России, — присвоение учебным заведениям почётных имен. Так в честь участников российско-украинской войны к октябрю 2023 года переименовали не менее 60 школ: 27 — в Дагестане; по 3 в Тверской и Владимирской областях, Татарстане и Чечне. Как правило, школы получают имена погибших на войне.
Кроме этого, власти устанавливают таблички на стенах зданий, а с 2018 года в классах школ организуют «парты героев». До начала российско-украинской войны парты были посвящены только Героям Советского Союза и Героям России, погибшим в разные годы, начиная с периода Великой Отечественной войны.

### США

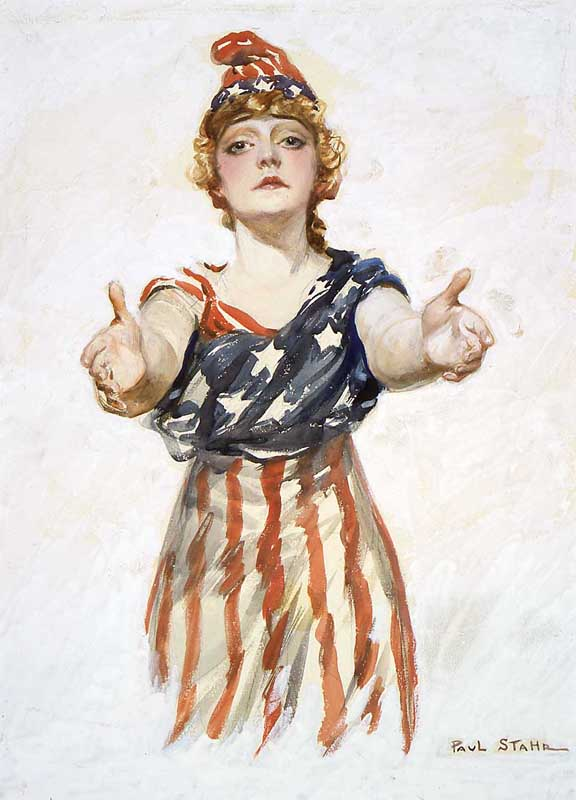
Колумбия — образ, олицетворявший США (Образ для плаката «Будь патриотом». Стар, Пол. 1917—1918 годы)

Опросы общественного мнения, проводимые в США, показывают, что примерно три четверти граждан США испытывают чувство гордости за свою страну. Около половины американских семей украшают свой дом флагом США, 15-20 % водителей устанавливают американский флажок на своей машине.
Опросы показывают, что большинство американцев не только испытывают чувство гордости за свою страну, но и считают, что идеи, популярные в США, могут быть использованы во всем мире. Согласно опросу Pew Research Center for the People and the Press, 79 % жителей США были уверены в полезности распространения американских идей и моральных ценностей. Девять из десяти американцев испытывают чувство гордости, когда звучит мелодия гимна страны. Самыми любимыми символами были названы (в порядке уменьшения популярности): американский флаг, статуя Свободы, государственный гимн, белоголовый орлан (его изображение широко используется в официальной символике, в частности, в гербе США), Белый дом и песня «Боже, благослови Америку».

### Япония
В середине XX века формирование патриотизма в Японии было отнесено к ведению Управления национальной обороны (УНО) (после 9 января 2007 года — Министерство обороны Японии). Воспитание патриотизма опиралось на традиционно японские моральные каноны, милитаризм, национализм.

## Критика
Гёте писал: «Не может быть ни патриотического искусства, ни патриотической науки».
Лев Толстой считал патриотизм чувством «грубым, вредным, стыдным и дурным, а главное — безнравственным». Он полагал, что патриотизм с неизбежностью порождает войны и служит главной опорой государственному угнетению. Толстой полагал, что патриотизм глубоко чужд русскому народу, как и трудящимся представителям других народов: он за всю жизнь не слышал от представителей народа никаких искренних выражений чувства патриотизма, но наоборот, много раз слышал выражения пренебрежения и презрения к патриотизму.